# Drosera erythrorhiza
Drosera erythrorhiza es una especie de planta perenne tuberosa perteneciente al género de plantas carnívoras Drosera, endémica de Australia Occidental.

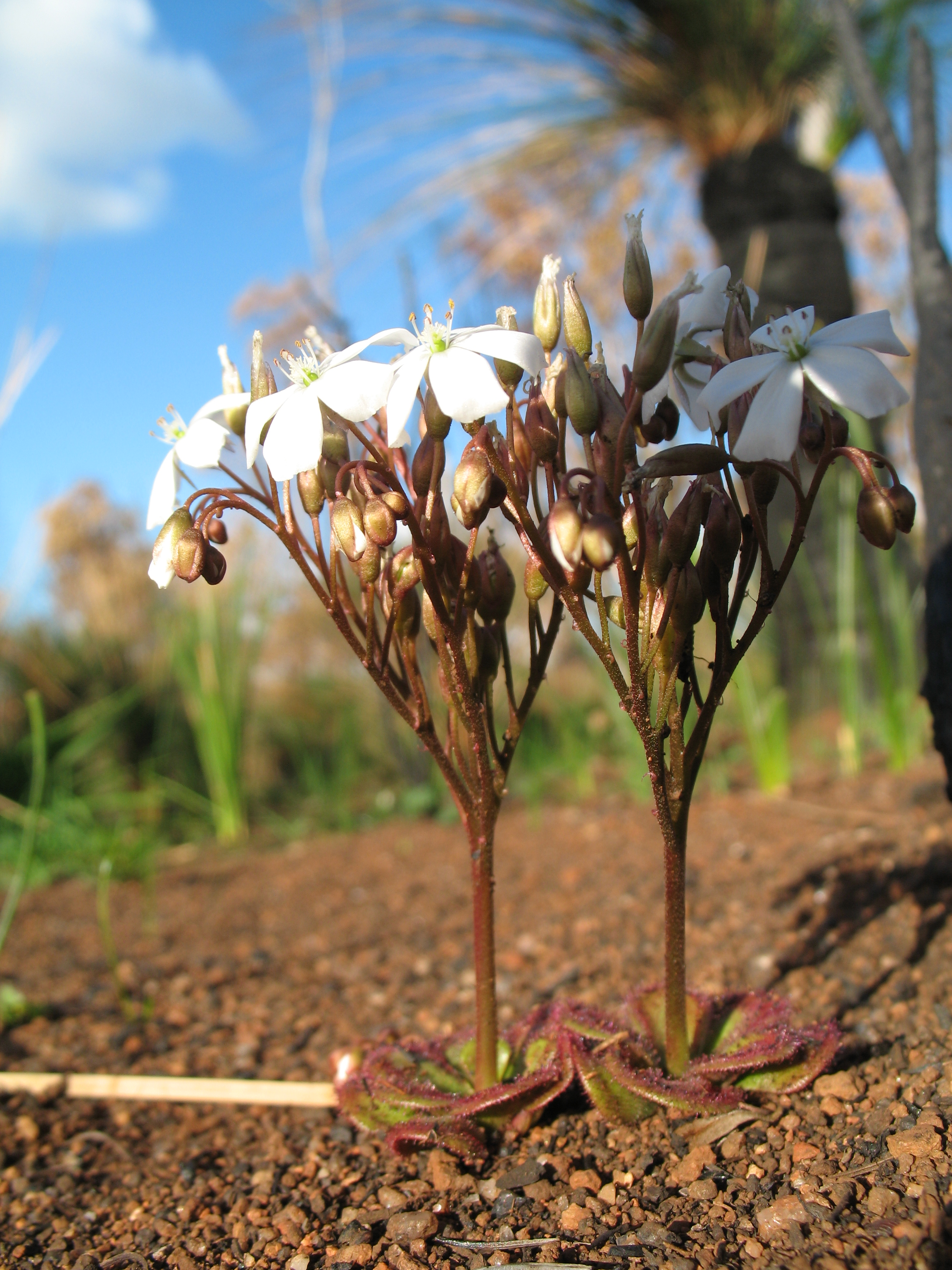
Inflorescencias

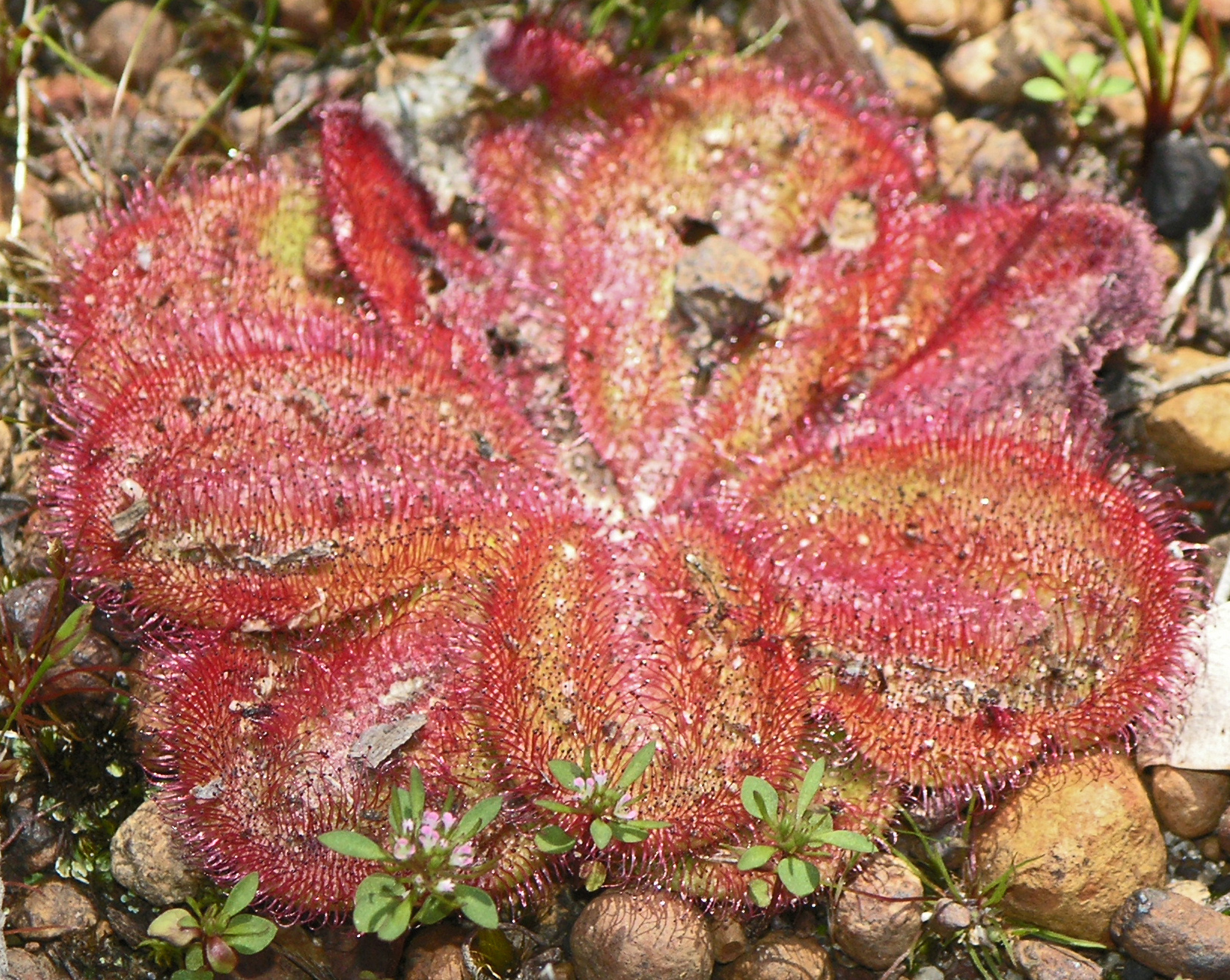
Detalle de la roseta

## Descripción
Crece en forma de roseta y se distingue de las otras especies de la sección Erythrorhiza por su gran cantidad de flores en su inflorescencia, ya que tiene hasta 50 flores individuales.

## Taxonomía
Drosera erythrorhiza fue descrita por primera vez por John Lindley en 1839 en su publicación de A sketch of the vegetation of the Swan River Colony. En 1992, N.G.Marchant y Allen Lowrie describieron tres nuevas subespecies, así también crearon el autónimo D. erythrorhiza subsp. erythrorhiza. Las subespecies fueron separadas de esta especie variable sobre todo por la morfología de la hoja y la distribución.
D. erythrorhiza subsp. collina es el nombre de su hábitat montañoso nativo y por lo general tiene más hojas de diferentes formas dentro de la misma roseta. D. erythrorhiza subsp. erythrorhiza tiene menos hojas pero más anchas, en comparación con D. erythrorhiza subsp. magna, que tiene grandes las hojas y con frecuencia tiene más. Por último, D. erythrorhiza subsp. squamosa fue descrita originalmente por George Bentham en 1864 con el rango de especie como Drosera squamosa. Marchant y Lowrie la redujo a la categoría subespecie bajo D. erythrorhiza. La subespecie squamosa se diferencia de la subsp. erythrorhiza en la aparición de bordes en las hojas rojas causadas por la densa red de tentáculos. Anteriormente, en 1906 en su monografía taxonómica de la familia Droseraceae, Ludwig Diels introdujo una nueva variedad, D. erythrorhiza var. imbecilla.
Una taxonomía en competencia se ha desarrollado e introducido por Jindrich Chrtek y Zdeňka Slavíková en 1999, donde los autores abogan por la reclasificación de las Drosera tuberosas (incluidas todas las Drosera subgénero Ergaleium) cuando Johann Georg Christian Lehmann en 1.844 redujo el género Sondera a un sinónimo de Drosera. De este modo, Chrtek y Slavíkova elevaban las subespecies de Marchant y de Lowrie y establecían las siguientes especies: Sondera collina, S. erythrorhiza, S. magna, y S. squamosa. Esta reclasificación, sin embargo, no es muy aceptada.
Etimología
Drosera: tanto su nombre científico –derivado del griego δρόσος (drosos): "rocío, gotas de rocío"– como el nombre vulgar –rocío del sol, que deriva del latín ros solis: "rocío del sol"– hacen referencia a las brillantes gotas de mucílago que aparecen en el extremo de cada hoja, y que recuerdan al rocío de la mañana.
erythrorhiza: epíteto latino que significa "con raíces rojas".
Subespecies
- D. erythrorhiza subsp. collina N.G.Marchant & Lowrie
- D. erythrorhiza subsp. erythrorhiza Lindl.
- D. erythrorhiza subsp. magna N.G.Marchant & Lowrie
- D. erythrorhiza subsp. squamosa (Benth.) N.G.Marchant & Lowrie

Sinonimia
- Sondera erythrorhiza (Lindl.) Chrtek & Slavíková, Novit. Bot. Univ. Carol. 13: 43 (1999 publ. 2000)

Drosera erythrorhiza subsp. collina N.G.Marchant & Lowrie, Kew Bull. 47317 (1992).
- Sondera collina (N.G.Marchant & Lowrie) Chrtek & Slavíková, Novit. Bot. Univ. Carol. 13: 43 (1999 publ. 2000).

Drosera erythrorhiza subsp. erythrorhiza
- Drosera primulacea Schlotth., Bonplandia (Hannover) 4: 110 (1856).
- Drosera erythrorhiza var. imbecilia Diels in H.G.A.Engler (ed.), Pflanzenr., IV, 112: 123 (1906).

Drosera erythrorhiza subsp. magna N.G.Marchant & Lowrie, Kew Bull. 47317 (1992).
- Sondera magna (N.G.Marchant & Lowrie) Chrtek & Slavíková, Novit. Bot. Univ. Carol. 13: 44 (1999 publ. 2000).

Drosera erythrorhiza subsp. squamosa (Benth.) N.G.Marchant & Lowrie, Kew Bull. 47, 318 (1992).
- Drosera squamosa Benth., Fl. Austral. 2: 463 (1864).
- Sondera squamosa (Benth.) Chrtek & Slavíková, Novit. Bot. Univ. Carol. 13: 45 (1999 publ. 2000).[8]